# Велинг (Оклахома)
Велинг (енгл. Welling) насељено је место без административног статуса у америчкој савезној држави Оклахома.

## Демографија
По попису из 2010. године број становника је 771, што је 102 (15,2%) становника више него 2000. године.
| Група             | 2000.       | 2010.       |
| Белци             | 344 (51,4%) | 353 (45,8%) |
| Афроамериканци    | 0 (0,0%)    | 5 (0,6%)    |
| Азијати           | 1 (0,1%)    | 0 (0,0%)    |
| Хиспаноамериканци | 18 (2,7%)   | 22 (2,9%)   |
| Укупно            | 669         | 771         |